# 13753 Jennivirta
13753 Jennivirta este un asteroid din centura principală de asteroizi.

## Descriere
13753 Jennivirta este un asteroid din centura principală de asteroizi. A fost descoperit pe 17 septembrie 1998 la Stația Anderson Mesa în cadrul programului LONEOS. Asteroidul prezintă o orbită caracterizată de o semiaxă mare de 3,17 ua, o excentricitate de 0,14 și o înclinație de 6,1° în raport cu ecliptica.